# Henneke Lieverse
Henneke Lieverse (6 december 1952) is een Nederlands voormalig wegwielrenster en veldrijdster.
In 1985 werd Lieverse derde op het Nederlands kampioenschap op de weg.
In 1987 werd zij de eerste officiële Nederlands kampioene veldrijden, hoewel ze in 1986 in Lochem al eens eerste bij de elite op een NK was geworden.